# Vapi
Vapi è una suddivisione dell'India, classificata come municipality, di 71.395 abitanti, situata nel distretto di Valsad, nello stato federato del Gujarat. In base al numero di abitanti la città rientra nella classe II (da 50.000 a 99.999 persone).

## Geografia fisica
La città è situata a 20° 21' 35 N e 72° 53' 38 E.

## Società

### Evoluzione demografica
Al censimento del 2001 la popolazione di Vapi assommava a 71.395 persone, delle quali 41.608 maschi e 29.787 femmine. I bambini di età inferiore o uguale ai sei anni assommavano a 10.019, dei quali 5.309 maschi e 4.710 femmine. Infine, coloro che erano in grado di saper almeno leggere e scrivere erano 51.814, dei quali 32.755 maschi e 19.059 femmine.